# Élections en Algérie

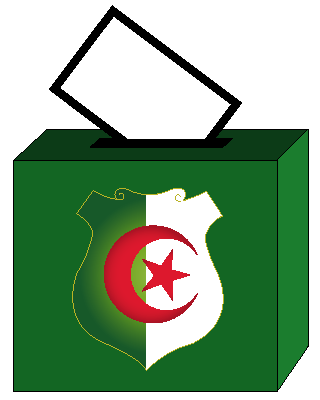
Urne aux couleurs de l'Algérie, symbolisant les élections

L'élection est la désignation, par le vote d'électeurs, de personnes destinées à occuper une fonction politique, économique ou sociale.
L'Algérie élit au niveau national un chef d'État - président de la République - et une assemblée parlementaire.
Le président de la République est élu pour un mandat de cinq ans. L'Assemblée populaire nationale (APN) est composé de 407 députés élus pour cinq ans.
Le Conseil de la nation est composé de 144 parlementaires, 96 élus par les assemblées communales et de wilayas et 48 nommés par le président de la République.
L'Algérie a un système politique multipartite, les différents partis doivent le plus souvent former des coalitions pour pouvoir gouverner.

## Organisation des élections
La Haute instance indépendante de surveillance des élections (HIISE) a été créée en 2016 par une révision constitutionnelle.
En 2019, pendant le Hirak, le parlement algérien a créé une autre instance, l'Autorité nationale indépendante des élections (ANIE), qui a élu Mohamed Charfi à sa tête, pour gérer l'élection présidentielle algérienne de 2019. Fouad Makhlouf, secrétaire-général, voit le remplacement du rôle de la HIISE par l'ANIE comme inconstitutionnelle, proposant plutôt d'« ouvrir les 405 postes vacants des membres de la [HIISE] aux représentants du peuple ». Faïz Moussi, juriste, et Ahmed Betatache, constitutionnaliste, voient les procédures d'examen et de validation de la loi établissant l'ANIE et les règles de l'élection présidentielle comme « bâclées » et en violation de la constitution. En critiquant la rapidité non conforme, selon lui, des procédures, Betatache disait, « En six jours, un brouillon est devenu deux lois applicables ».
Le 10 mars 2021, la loi électorale a été modifiée par Ordonnance présidentielle.

## Élections législatives
- Élections législatives algériennes de 1962
- Élections législatives algériennes de 1964
- Élections législatives algériennes de 1977
- Élections législatives algériennes de 1982
- Élections législatives algériennes de 1987
- Élections législatives algériennes de 1991
- Élections législatives algériennes de 1997

### Élections législatives du 30 mai 2002
| Parti                                 | Suffrages | % des exprimés | Sièges |
| ------------------------------------- | --------- | -------------- | ------ |
| Front de libération nationale         |           | 34,3 %         | 199    |
| Mouvement pour la réforme nationale   |           | 9,5 %          | 43     |
| Rassemblement national démocratique   |           | 8,2 %          | 47     |
| Mouvement de la société pour la paix  |           | 7 %            | 38     |
| Parti des travailleurs                |           | 3,3 %          | 21     |
| Front national algérien               |           | 1,6 %          | 8      |
| Mouvement de la Renaissance Islamique |           | 0,6 %          | 1      |
| Parti du renouveau algérien           |           | 0,3 %          | 1      |
| Mouvement de l'Entente Nationale      |           | 0,2 %          | 1      |
| Indépendants                          |           | 4,9 %          | 30     |
| Total des sièges                      |           |                | 389    |

Avec un taux de 46 % de participation, ces élections de mai 2002 ont été boycottées par le Front des forces socialistes, par le Rassemblement pour la culture et la démocratie et par le Mouvement pour la démocratie en Algérie.

### Élections législatives du 17 mai 2007
Des élections législatives ont lieu le 17 mai 2007. Plus de 20 partis politiques et environ 100 listes indépendantes sont en lice, avec plus de 12 000 candidats, pour les 389 sièges de l'Assemblée populaire nationale.
Des groupes militants islamistes ont appelé au boycott des élections. Des mesures de sécurité renforcées ont été prises pour protéger le déroulement des élections.

#### Résultats
| Parti                                                 | Suffrages | % des exprimés | Sièges |
| ----------------------------------------------------- | --------- | -------------- | ------ |
| Front de libération nationale                         |           | 22,95 %        | 136    |
| Rassemblement national démocratique                   |           | 10,44 %        | 61     |
| Indépendants                                          |           | 9,85 %         | 33     |
| Mouvement de la société pour la paix                  |           | 9,71 %         | 52     |
| Parti des travailleurs                                |           | 5,09 %         | 26     |
| Front national algérien                               |           | 4,22 %         | 13     |
| Mouvement de la renaissance islamique                 |           | 3,39 %         | 5      |
| Rassemblement pour la culture et la démocratie        |           | 3,36 %         | 19     |
| Mouvement pour la réforme nationale                   |           | 2,53 %         | 3      |
| Mouvement El Infitah                                  |           | 2,51 %         | 3      |
| Mouvement pour la jeunesse et la démocratie           |           | 2,31 %         | 5      |
| Ahd 54                                                |           | 2,26 %         | 2      |
| Alliance nationale républicaine                       |           | 2,21 %         | 4      |
| Mouvement de l'entente nationale                      |           | 2,14 %         | 4      |
| Parti national pour la solidarité et le développement |           | 2,08 %         | 2      |
| Mouvement national pour la nature et la démocratie    |           | 2,00 %         | 7      |
| Front national des indépendants pour la concorde      |           | 1,96 %         | 3      |
| Parti du renouveau algérien                           |           | 1,80 %         | 4      |
| Rassemblement algérien                                |           | 1,75 %         | 1      |
| Mouvement national d'espérance                        |           | 1,73 %         | 2      |
| Rassemblement patriotique républicain                 |           | 1,47 %         | 2      |
| Parti républicain progressiste                        |           | 1,42 %         | 0      |
| Front national démocratique                           |           | 1,38 %         | 1      |
| Mouvement démocratique et social                      |           | 0,89 %         | 1      |
| Parti socialiste des travailleurs                     |           | 0,75 %         | 0      |
| Total                                                 |           |                | 389    |

## Élections présidentielles
- Élection présidentielle algérienne de 1963
- Élection présidentielle algérienne de 1976
- Élection présidentielle algérienne de 1979
- Élection présidentielle algérienne de 1984
- Élection présidentielle algérienne de 1988
- Élection présidentielle algérienne de 1995
- Élection présidentielle algérienne de 1999
- Élection présidentielle algérienne de 2004
- Élection présidentielle algérienne de 2009
- Élection présidentielle algérienne de 2014
- Élection présidentielle algérienne de 2019
- Élection présidentielle algérienne de 2024

### Élection présidentielle du 8 avril 2004
| Candidats                                                   | Résultat en % | Nombre de voix |
| ----------------------------------------------------------- | ------------- | -------------- |
| Abdelaziz Bouteflika (sans parti)                           | 85 %          | 8 651 723      |
| Ali Benflis (Front de libération nationale)                 | 6,4 %         | 653 951        |
| Abdallah Djaballah (Mouvement pour la réforme nationale)    | 5 %           | 511 526        |
| Saïd Saadi (Rassemblement pour la culture et la démocratie) | 1,9 %         | 197 111        |
| Louisa Hanoune (Parti des travailleurs)                     | 1 %           | 101 630        |
| Ali Fawzi Rebaine (Ahd 54)                                  | 0,6 %         | 63 761         |
| Total des votes exprimés                                    |               | 10 179 702     |

### Élection présidentielle du 9 avril 2009
Résultats de l'élection présidentielle du 9 avril 2009,
| Nom                   | Parti                  | % des exprimés | Nombre de voix |
| --------------------- | ---------------------- | -------------- | -------------- |
| Abdelaziz Bouteflika  | FLN                    | 90,24 %        | 12 911 705     |
| Louisa Hanoune        | Parti des travailleurs | 4,22 %         | 604 258        |
| Moussa Touati         |                        | 2,31 %         | 330 570        |
| Mohammed Jahid Younsi |                        | 1,37 %         | 196 674        |
| Ali Fawzi Rebaine     | Ahd 54                 | 0,93 %         | 133 129        |
| Mohamed Saïd          |                        | 0,92 %         | 132 242        |

Taux de participation officiel de 74,24 % !
L'élection présidentielle du 9 avril 2009 est remportée par Abdelaziz Bouteflika. La majeure partie de l'opposition a boycotté le scrutin. Le taux de participation est fortement contesté.

## Élections locales
- Élections municipales algériennes de 1967
- Élections municipales algériennes de 1971
- Élections locales algériennes de 1975
- Élections locales algériennes de 1979
- Élections locales algériennes de 1984
- Élections locales algériennes de 1990
- Élections locales algériennes de 1997
- Élections locales algériennes de 2002
- Élections locales algériennes de 2007
- Élections locales algériennes de 2012
- Élections locales algériennes de 2017
- Élections locales algériennes de 2021

### Élections locales du 29 novembre 2007

#### Résultats des APW
Résultats des assemblées populaires de wilaya (APW) :
| Parti                                                | Suffrages | % des exprimés | Sièges        |
| ---------------------------------------------------- | --------- | -------------- | ------------- |
| Front de libération nationale (FLN)                  | 2 102 537 | 32,14 %        | 630           |
| Rassemblement national démocratique (RND)            | 1 426 918 | 21,89 %        | 479           |
| Mouvement de la société pour la paix (MSP)           | 940 141   | 15 %           | 294           |
| Front national algérien (FNA)                        | 930 935   | 14,13 %        | 179           |
| Parti des travailleurs (PT)                          | 681 240   | 9,13 %         | 179           |
| Front des forces socialistes (FFS)                   | 267 608   | 2,76 %         | 54            |
| Rassemblement pour la culture et la démocratie (RCD) | 283 477   | 2,70 %         | 53            |
| Mouvement pour la réforme nationale (Islah)          | 175 394   | 1,02 %         | 20            |
| Mouvement de la renaissance islamique (Nahda)        | 190 829   | 0,77 %         | 15            |
| Alliance nationale républicaine (ANR)                | 9 825     | 0,76 %         | 5             |
| Alliances                                            | 14 080    | 0,20 %         | 4             |
| TOTAL                                                | 7 022 984 | 100 %          | 1 960         |
| Inscrits                                             | Votants   | Exprimés       | Participation |
| 18 446 626                                           | 8 014 594 | 7 022 984      | 43,45 %       |

#### Résultats des APC
Résultats des assemblées populaires communales (APC) :
| Parti                                                        | Suffrages | % des exprimés | Sièges        |
| ------------------------------------------------------------ | --------- | -------------- | ------------- |
| Front de libération nationale (FLN)                          | 2 094 964 | 30,05 %        | 4 201         |
| Rassemblement national démocratique (RND)                    | 1 602 044 | 24,50 %        | 3 426         |
| Front national algérien (FNA)                                | 836 305   | 11,29 %        | 1 578         |
| Mouvement de la société pour la paix (MSP)                   | 842 644   | 10,69 %        | 1 495         |
| Parti des travailleurs (PT)                                  | 586 367   | 6,85 %         | 958           |
| Rassemblement pour la culture et la démocratie (RCD)         | 295 008   | 4,33 %         | 605           |
| Front des forces socialistes (FFS)                           | 282 154   | 4,05 %         | 566           |
| Indépendants                                                 | 278 289   | 3,88 %         | 542           |
| Mouvement de la renaissance islamique (Nahda)                | 160 759   | 1,57 %         | 219           |
| Mouvement pour la réforme nationale (Islah)                  | 160 399   | 1,48 %         | 207           |
| Ahd 54                                                       | 22 088    | 0,32 %         | 45            |
| Alliances                                                    | 26 703    | 0,19 %         | 27            |
| Alliance nationale républicaine (ANR)                        | 13 818    | 0,17 %         | 24            |
| Mouvement de l'entente nationale (MEN)                       | 11 661    | 0,16 %         | 23            |
| Mouvement national d'espérance (MNE)                         | 7 825     | 0,07 %         | 10            |
| Mouvement El Infitah                                         | 5 170     | 0,07 %         | 10            |
| Parti du renouveau algérien (PRA)                            | 4 995     | 0,06 %         | 9             |
| Parti socialiste des travailleurs (PST)                      | 4 050     | 0,06 %         | 9             |
| Parti national pour la solidarité et le développement (PNSD) | 6 334     | 0,06 %         | 8             |
| Rassemblement algérien (RA)                                  | 2 785     | 0,05 %         | 7             |
| Rassemblement patriotique républicain (RPR)                  | 1 800     | 0,04 %         | 5             |
| Front national des indépendants pour la concorde (FNIC)      | 2 233     | 0,02 %         | 3             |
| Mouvement pour la jeunesse et la démocratie (MJD)            | 1 936     | 0,01 %         | 2             |
| Mouvement national pour la nature et la démocratie (MNND)    | 1 571     | 0,01 %         | 2             |
| Mouvement démocratique et social (MDS)                       | 173       | 0,00 %         | 0             |
| TOTAL                                                        | 7 022 984 | 100 %          | 13 981        |
| Inscrits                                                     | Votants   | Exprimés       | Participation |
| 18 446 627                                                   | 8 132 542 | 7 252 075      | 44,09 %       |